# Zastava Gorskog Karabaha
Zastava Gorskog Karabaha, bivše nepriznate separatističke države u dijelu Azerbajdžana, izvedena je iz zastave Armenije. Samo je dodana bijela linija koja isijeca trokut na kraju zastave od jarbola. Ovo simbolizira armensko stanovništvo na ovom području, te odvojenost od matične države.
Motiv zastave je sličan onom na armenskim ćilimima.